# 王禹偁
王禹偁（954年—1001年），字元之，濟州鉅野（今山東菏澤市巨野縣）人，北宋文學家。

## 生平
王禹偁出身清寒，家庭世代務農。從小發憤求學，五歲便能夠寫詩。宋太宗太平興國八年（983年）中進士，最初擔任成武縣主簿。他對仕途充滿抱負，曾在《吾志》詩中表白：「吾生非不辰，吾志復不卑，致君望堯舜，學業根孔姬」。端拱元年（988年），他被召見入京，擔任右拾遺、直史館。他旋即進諫，以《端拱箴》來批評皇宮的奢侈生活。後來歷任左司諫、知制誥、翰林學士。爲人剛直，敢直言進諫，誓言要“兼磨斷佞劍，擬樹直言旗”。曾三次被貶職：於淳化二年（991年），一貶商州，於至道元年，二貶滁州，於咸平元年（998年），三貶黃州。故有“王黃州”之稱。謫居黃州期間，以駢散相間之《黃州新建小竹樓記》抒發雖遭貶謫卻心地坦蕩，具達觀曠逸之胸懷。
宋眞宗咸平四年（1001年）徙蘄州，未踰月而卒，年四十八。歐陽修十分仰慕王禹偁，在滁州時瞻仰其畫像，又作《書王元之畫像側》。

## 著作
王禹偁著有《小畜集》、《小畜集外集》、《五代史闕文》。其詩宗杜甫、白居易，风格平和晓畅，《示子》诗云：“本与乐天为后进，敢期子美是前身。”可见其诗歌渊源所从来。散文平易。代表作有文《黃州新建小竹樓記》、《唐河店嫗傳》，詩《對雪》、《村行》等。